# Ohrenheilkunde

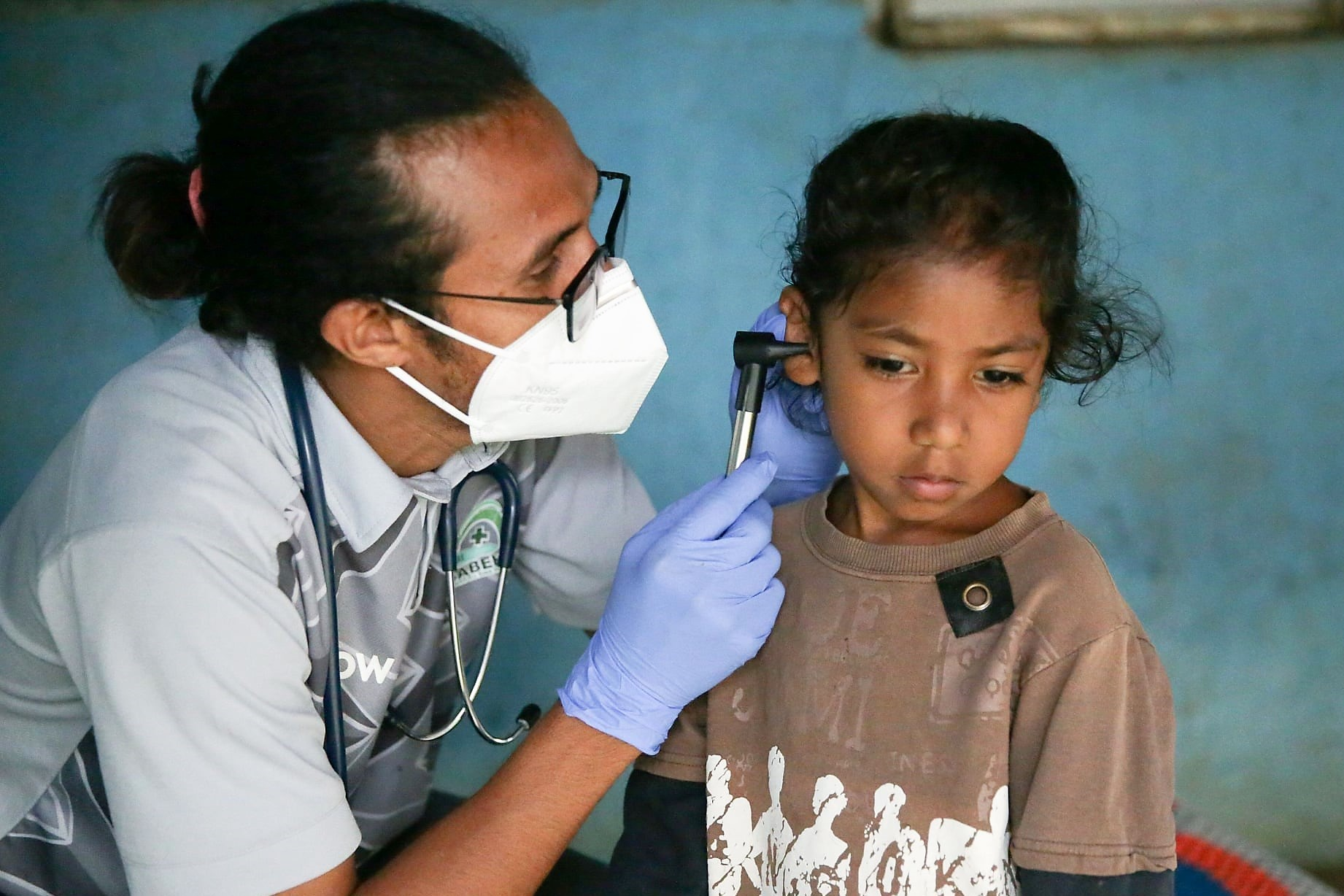
Ohrenuntersuchung

Die Ohrenheilkunde oder Otologie  (von altgriechisch οὖς oús Genitiv ὠτός ōtós „Ohr“ und -logie), früher auch Otiatrie genannt, ist das medizinische Spezialgebiet, das sich mit dem Ohr und seinen Erkrankungen (inklusive des Hörens) beschäftigt. Zum Ohr gehören das Außen-, Mittel- und Innenohr, sowie auch das Vestibularorgan. Die Bezeichnung ist historisch begründet, als es die medizinischen Fachgebiete Hals-Nasen-Ohren-Heilkunde (HNO) (und Phoniatrie-Pädaudiologie) noch nicht in der heutigen Form gab und Ärzte mit unterschiedlichem Fachhintergrund sich einzelnen Teilbereichen der heutigen Fächer wie z. B. der Laryngologie, Rhinologie oder (als Otologe bzw. Ohrenarzt, früher auch Otiater) der Ohrenheilkunde zuwandten.
Erste erfolgreiche Operationsversuche zur Hörverbesserung bei entzündlich veränderten Schallleitungsschwerhörigkeiten wurden von 1873 bis 1895 durchgeführt. Ausgebaut wurden solche Operationen damals vor allem von Emil Berthold und Johan Kessel.
Heutzutage werden HNO-Ärzte, die sich überwiegend mit Ohrerkrankungen beschäftigen, als Ausdruck der starken Sub-Spezialisierung im medizinischen Jargon wieder oft als „Otologen“ bezeichnet.

## Historische Vertreter
- Jean Marc Gaspard Itard (1774–1838)
- Prosper Menière (1799–1862)
- Wilhelm Kramer (1801–1875/1876)
- Ignaz Gulz (1814–1874)
- Joseph Toynbee (1815–1866)
- William Wilde (1815–1876)
- Anton Friedrich von Tröltsch (1829–1890)
- Ádám Politzer (1835–1920)
- Emil Berthold (1836–1922)
- Abraham Kuhn (1838–1900)
- Joh. Kessel (1839–1907)
- Friedrich Bezold (1842–1908)
- Erhard Glaser (1870–1947)
- Carl Otto von Eicken (1873–1960)